# Charles Downing (pomolog)

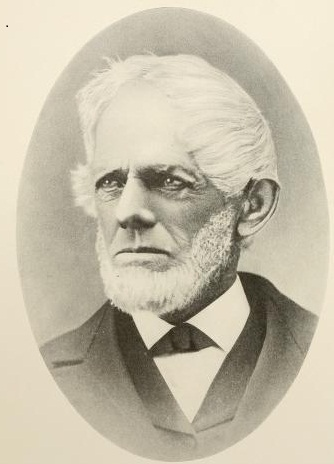
Charles Downing.

Charles Downing, född den 9 juli 1802 i Newburgh, New York, död den 18 januari 1885, var en amerikansk pomolog. Han var bror till Andrew Jackson Downing.
Downing torde ha tagit en verksam del i arbetet på broderns verk "The fruits and fruittrees of America" samt utgav flera omarbetade och väsentligt utvidgade upplagor av detsamma.